# Jemowo
Jemowo is een bestuurslaag in het regentschap Boyolali van de provincie Midden-Java, Indonesië. Jemowo telt 4607 inwoners (volkstelling 2010).